# Clubiona altissimus
Clubiona altissimus là một loài nhện trong họ Clubionidae.
Loài này thuộc chi Clubiona. Clubiona altissimus được Hsen Hsu Hu miêu tả năm 2001.